# Brikama
Brikama ist die zweitgrößte Stadt im westafrikanischen Staat Gambia und die Hauptstadt der Verwaltungseinheit West Coast Region.
Nach einer Berechnung für das Jahr 2013 leben dort etwa 84.608 Einwohner, das Ergebnis der letzten veröffentlichten Volkszählung (Zensus) von 1993 betrug 42.480.

## Geographie
Brikama liegt an der wichtigen südlichen Fernstraße, der South Bank Road, die in Brikama beginnt und bis nach Basse Santa Su (ca. 360 km) das Land durchquert. Sie ist die Fortführung des Brikama Highway, der in Brikama endet. Diese Straße kommt aus nördlicher Richtung von der Hauptstadt Banjul (ca. 36 km) über Serekunda (ca. 21 km) und führt am Banjul International Airport, ca. sechs Kilometer von Brikama entfernt, vorbei.
Zur Unterscheidung zum deutlich kleineren Ort Brikama Ba, in der Central River Region, wird Brikama häufig Brikama-Kombo genannt, womit auf das ehemalige Königreich Kombo Bezug genommen wird, das sich früher hier in der heutigen West Coast Region befand.

## Politik
Städtepartnerschaften
- Senegal, Joal-Fadiouth
- Senegal, Grand Yoff (Dakar) mit (Brikama Area Council), 2007[2]

## Kultur und Sehenswürdigkeiten
Brikama ist bekannt für Holzschnitzereien, die auf dem Markt verkauft werden. Der Ort ist auch das Zentrum der musikalischen Kultur von Gambia.
Kultstätte
In Brikama ist ein heiliger Baum als Kultstätte unter dem Namen Santanba bekannt.

## Wirtschaft und Infrastruktur
Ansässige Unternehmen
In Brikama betreibt der erste unabhängige Stromversorger Gambias das Heizkraftwerk Brikama.
Bildung
In Brikama befindet sich das Gambia College.

## Söhne und Töchter der Stadt
- Bai Konte (1920–1983), Musiker
- Fatoumata Tambajang (* 1949), Politikerin
- Lamin Bojang (* 1952), Politiker
- Ousman Jammeh (* 1953), Politiker
- Lamin Kaba Bajo (* 1964), Politiker
- Tata Dindin (1965–2021), Musiker
- Omar Jatta (* 1989), Fußballspieler
- Sainey Sambou (* 1992), Fußballspieler
- Momodou Bojang (* 2001), Fußballspieler
- Mamin Sanyang (* 2003), Fußballspieler
- Ismaila Ceesay, Politikwissenschaftler und Politiker